# Нуево-Віверо
Нуево Віверо (ісп. Estadio Nuevo Vivero) — багаторівневий стадіон у Бадахосі, Іспанія. В даний час він використовується в основному для футбольних матчів та є домашнім стадіоном Бадахос (футбольный клуб). Місткість стадіону 15 198 глядачів та був побудований у 1999 році. Команда раніше грала в Еставіо-ель-Віверо, на сході міста, а потім перейшли на кілька кілометрів на південь від Гвадіани у 1999 році для цієї архітектури. На стадіоні проходили 2 матчі національної збірної Іспанії та один матч серед жіночих команд.
8 вересня 1999 року Іспанія перемогла Кіпр із рахунком 8:0 у матчі кваліфікаційної групи ЄВРО-2000. Близько семи років потому, 2 вересня 2006 р., Національна збірна Іспанії повернулася до «Естадіо Нуево Віверо» і перемогла Ліхтенштейн 4: 0 у матчі кваліфікаційної групи для Євро-2008.
1 грудня 2015 року іспанська жіноча команда перемогла Португалію 2: 0 у кваліфікаційній грі для жіночого Євро-2017.